# 资本市场
资本市场是金融市场的一部分，它包括所有关系到提供和需求长期资本的机构和交易。长期资本包括公司的部分所有权如股票、长期公债、长期公司债券、一年以上的大额可转让存单、不动产抵押贷款和金融衍生工具等，也包括集体投资基金等长期的贷款形式，但不包括商品期货。
资本市场是一种市场形式，而不是指一个物理地点（例如：股票市場、外匯市場），它是指所有在这个市场上交易的人、机构以及他们之间的关系。
就其细节而言对资本市场的见解有不同的定义。有些金融学家只将有证明的物件之间的交易看作资本市场的内容，而将无证明的贷款交易另分为贷款市场。其他金融学家则将两者均看作是资本市场。公认的是长期性的资本是这个市场与其它金融市场如衍生市场、货币市场之间的区别。

## 参与者
一个今天在资本市场上提供资本（钱，或者更广义地也包括物品或者其它报酬权）的人一般希望以此在未来获得比在其它市场上通过他的钱能够获得的更多的资本。
通过将其资本投资给受资人投资人获得了合同证明的、在未来获得资本的权利。双方也协议一个付给投资人的利息。一般利息每年付出。利率的高低主要由受资人的支付能力以及资本市场上的利率高低来决定。
在资本市场上受资人是资本的需求人和未来支付权的提供人。
资本市场上的市场活动包括买卖股票和债券、股份有限公司提高其资本以及自然人贷款。

## 特点
资本市场具有以下特点：

### 交易工具的期限长
中长期债券的期限都在1年以上；股票没有到期日，属于永久性证券；封闭式基金的存续期限一般都在15~30年

### 筹资目的是满足投资性资金需要
在资本市场筹措的是长期资金，主要是用于补充固定资本，扩大生产能力，如开办新企业，更新改造或扩充厂房设备、国家长期建设性项目的投资等，具有很强的投资性

### 筹资和交易的规模大
企业在资本市场初始发行或增资发行的规模一般都比较大，由于资金用于中长期投资，比起通过银行借贷筹措流动资金的规模明显要大

### 二级市场交易的收益具有不确定性
作为资本市场交易工具的有价证券，与短期金融工具相比，价格变动幅度大，收益较高但不确定，风险较大

### 市場受消息不對稱影響大，衍生合規要求複雜度高
由於絕大多數資本市場都有較高流動性，且會在一日中連續時間區間都開放不特定人交易，所以其實價格會受到消息影響而非公司基本營運概況。世界主要監管機構都有出台相關合規要求（如美國Dodd-Frank），但大多亞洲國家立法都還在較初步階段，大多僅對於內線交易有相對應規範。

## 类型
资本市场上资本出让的合同期一般在一年以上，这是资本市场与短期的货币市场和衍生市场的区别。
资本市场可以分一级市场和二级市场：
- 在一级市场上新的吸收资本的證券发行并被投资者需求。
- 在二级市场上已经发行的證券易手。

假如一个市场符合证券交易所的要求，则这个市场是一个有组织的资本市场。一般来说通过时间和地点的集中这样有组织的市场可以提高市场流通性、降低交易成本，以此提高资本市场的效应。
有组织的资本市场可以分以下几部分：
- 债券市场
- 股票市场
- 集体投资基金等投资市场

股票、债券等也可以不通过股票市场，直接在柜台买卖上交易。

## 对国民经济的意义
在国民经济中资本市场拥有将金融资本转化为实质资本的作用。其意义在于
- 接受不被用于消费的金融资本（投资）
- 通过建立市场价格来达到提供者和需求者之间的市场平衡
- 将资本导引到最可能有效的投资上

通过资本需求者之间的竞争，资本可以投到最有效的用途上，这样可以提高整个国民经济的财富。

### 在国民经济中的任务

#### 期限转换
通过期限转换受资人和投资人之间的期限要求得到协调。

#### 批量转换
资本市场可以将许多小投资者的钱集中在一起结合成一笔大的投资款项的作用。

#### 风险转换
未来不保障的收入可以转化为目前有保障的收入。

### 完美市场和银行
为了简化国民经济的模型，理论家有时假设一个完美的市场。在一个完美的市场中银行失去了其意义，因为其赢利为零，它失去了对储蓄者和企业的影响。

## 理论基础
在国民经济和企业经济学中均有资本市场的模型。在这些模型中资本市场一般被当作一个完美的市场来对待。